# 聖母無玷聖心

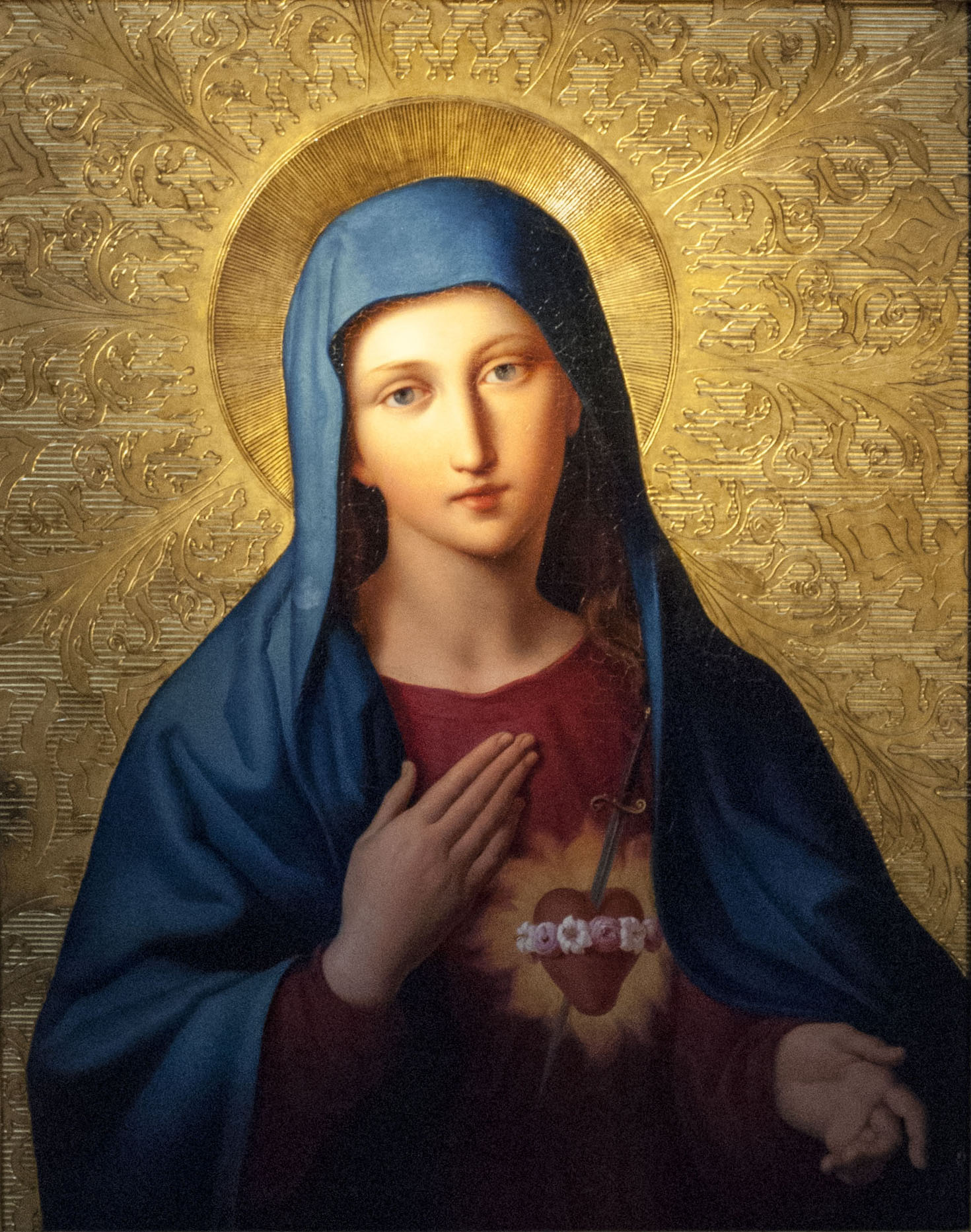
维也纳圣伯多禄教堂內描繪聖母無玷之心的畫作

圣母无玷之心（拉丁語： Cor Immaculatum Mariae）是天主教會中對聖母瑪利亞的一種敬禮，它指的是瑪利亞的內心生活，她的歡樂和悲傷，指的是瑪利亞所具有的美德和隱藏的完美，以及她对聖父的的爱，她对儿子耶稣的爱，以及她对全人类的爱和慈悲。天主教會每年在耶穌聖心節後的星期六紀念對聖母無玷聖心的敬禮。